# Шавров, Павел (футболист)
Павел Шавров (бел. Павел Шаўроў; род. 29 января 1971) — белорусский футболист, игравший на позиции нападающего.

## Клубная карьера
Профессиональную карьеру начал в 1991 году в «Гомсельмаше». В следующем году 14 матчей провёл за «Неман» из Столбцов. С 1992 по 1995 года выступал за «Динамо-93», в котором в сезоне 1994/95, забив 19 голов, стал лучшим бомбардиром национального чемпионата. Своей игрой привлёк тренерский штаб столичного «Динамо», куда перешёл в 1996 году, но в 1998 году вернулся в «Динамо-93». Также Шавров выступал за солигорский «Шахтёр» и «Молодечно-2000». В 2002 году завершил карьеру, выступая за «Барановичи».

## Карьера в сборной
Единственный матч за национальную сборную Беларуси для Шаврова состоялся 29 июля 1995 года в товарищеской встрече против сборной Литвы (1:1).